# Hypopteridia albipuncta
Hypopteridia albipuncta är en fjärilsart som beskrevs av W. Warren 1913. Hypopteridia albipuncta ingår i släktet Hypopteridia och familjen nattflyn. Inga underarter finns listade i Catalogue of Life.